# Hoff the Record
Hoff the Record é uma sitcom britânica de 2015 dirigida por Natalie Bailey e estrelada por David Hasselhoff.

## Sinopse
Na história, após cinco divórcios e a má sorte em Hollywood, David decide se mudar para a Inglaterra em uma tentativa de revitalizar sua carreira. Seu agente britânico faz de tudo para lhe conseguir trabalhos, seja como ator ou como celebridade divulgando eventos de caridade ou atividades de órgãos não governamentais. Neste meio tempo, ele acaba conseguindo um papel em um filme independente. O problema é que David entra em atrito com o diretor, por divergências criativas.

## Elenco
- David Hasselhoff	...	 ele mesmo
- Fergus Craig ...	 Max Coleman
- Mark Quartley	...	 Dieter Hasselhoff
- Asim Chaudhry	...	 Terry Patel
- Brett Goldstein	...	 Danny Jones
- Ella Smith	...	 Harriet Fitzgerald
- Ashley McKinney Taylor	...	 Apresentadora de notícias
- Greg Lockett	...	 Apresentador de notícias

## Temporadas e episódios
| Temporada | Temporada | Episódios | Episódios | Originalmente exibido | Originalmente exibido |
| Temporada | Temporada | Episódios | Episódios | Estreia da temporada  | Final da temporada    |
| --------- | --------- | --------- | --------- | --------------------- | --------------------- |
|           | 1         | 6         | 6         | 18 de junho de 2015   | 23 de julho de 2015   |
|           | 2         | 6         | 6         | 6 de maio de 2016     | 10 de junho de 2016   |